# 卡連納
49°34′23″N 29°34′33″E / 49.57306°N 29.57583°E
卡倫納（烏克蘭語：Каленна）是位於烏克蘭北部的村莊，由基辅州白采爾克瓦區的斯克維拉市鎮負責管轄。該村始建於1650年，面積2.7平方公里，海拔高度201米，2001年人口406，人口密度每平方公里150.4人。